# Giovanni Baptista Chizzola
Giovanni Baptista Chizzola, auch Johann Baptist von Chizzola oder fälschlich Philipp von Chizzola (* 1641 in Brescia; † 1691 bei Szeged/Ungarn) war ein Oberst der kaiserlich-habsburgischen Armee.

## Leben
Chizzola stammt aus einer wohlhabenden alten Brescianer Adelsfamilie, die in Castegnato/Brescia und Umgebung sehr begütert war. Er war der Sohn von Ferdinando Nob. Chizzola (1605–1688) und dessen dritter Ehefrau Adreana Negrobona († 1650).
Der Tradition seiner mütterlichen Vorfahren und auch dem Vorbild seines Vaters entsprechend, schlug Chizzola eine militärische Laufbahn ein und wurde Soldat. 1659 nahm er im Zweiten Nordischen Krieg an der Belagerung Stettins  vor Wollin/Iulin am Kampf gegen Schweden teil und diente unter Graf Maximilian Lorenz von Starhemberg im Regiment „Collalto“ und hat als Erster und unverletzt die kaiserliche Fahne auf einem eroberten Wall errichtet und vier gegnerische Fahnen erobert, wie aus einem Flugblatt im Archiv averoldi hervorgeht. Diese Fähnlein schickte er an Kaiser Leopold I. und erhielt dafür zwei Jahre später eine goldene Medaille mit dem Porträt des Kaisers an einer goldenen Kette. Eine Inschrift im Festsaal des Palazzo Averoldi – für 50 Jahre Besitz Chizzola – in Brescia nennt die Mauern von Iulini, (fälschlich als Moulin in der Literatur) dem alten lateinischen Namen von Wolin. 1661 kehrte er nach Brescia zurück und diente dann bis 1666 in der päpstlichen Garde.
Während des Holländischen Kriegs war Chizzola 1673 bei der Belagerung von Bonn Kommandant einer Kompanie und war in Philippsburg stationiert. Bei der 11-wöchigen Belagerung vor Philippsburg bei Karlsruhe am Rhein vom 3. Juli bis 15. September 1676 zeichnete sich Hauptmann Chizzola besonders aus.
In Brescia gehörte Chizzola ab 1678 dem Consilium (italienisch Consiglio generale) der Stadt an. In den Besitzaufzeichnungen der Familie in Brescia aus 1685 wird „Gio. Batta., Commandante per Sua Maesta Cesarea nella Piazza di Filisburg in Alsatia, 44 Jahre“ unter Leopold I. angeführt. Begleitet war er von einem Stab, der einen Haushalter, zwei Pagen, einen Küchenmeister, einen Koch, sieben Stallknechte, vier Mägde und 24 Pferde, davon 14 für Karossen, vier für Transportkarren und sechs Reitpferde, umfasste. Chizzola war zu dieser Zeit bereits mit der 36 Jahre alten Enrica Maria (geborene „Baronessa di Bubuinishaus e di Valmerod“) verheiratet. Die Bubinghausen von Walmeroth waren ein rheinisch-westfälisches, später schwäbisches Geschlecht im Freiherrnstand.
Von 1684 bis 1689 war er Kommandant von Philippsburg. Bei einem Sturm auf Mainz 1689 während des Pfälzischen Erbfolgekrieges wurde Oberstleutnant Chizzola verwundet. Am 16. September 1686 wurde Chizzola zum Obersten ernannt und zum 1. Oktober mit Schreiben von Kaiser Leopold I. unter Hinweis auf seine 30-jährige Dienstzeit mit zum Teil schweren „tödlichen“ Verletzungen, seiner Tapferkeit und militärischen Kunst, zum Inhaber und Kommandanten (Tenente Colonello) des 8. Infanterieregimentes bestellt. In einem entsprechenden Schriftstück an den k.k. Hof-Kriegs-Rath wird er mit dem Titel Baron bezeichnet, was seiner Stellung als Kommandant entsprach. (Österr. Staatsarchiv)
1690 erhielt das Regiment Marschbefehl nach Ungarn zur Belagerung von Großwardein. Im Großen Türkenkrieg nahm Chizzola einer serbischen Literaturstelle zufolge im Dezember 1690 mit seinen Haiduken („Freiheitskämpfer“ oder auch Räuber) und Serben von Osijek aus die Stadt Vukovar ein. An anderer Stelle wird berichtet, dass er Ende Februar 1691 bei Irig den Pascha besiegt habe. Chizzola soll nach einer Angabe in der Schlacht bei Slankamen vom 19. August 1691 verwundet und nach Esseg gebracht worden sein, von wo er nach Wien wollte. Tatsächlich führte sein Weg längs der Theiss, wo er auf dem Rücktransporte im Feldlager bei Szeged/Ungarn seinen Verwundungen erlegen ist, wie aus den Nachlassdokumenten im Familienarchiv der Familie Averoldi hervorgeht. 
Jahre vorher schrieb er schon ein Testament, worin er nebst seinem Besitz auch den Verbleib seiner goldenen Kette im Fideikommiss verfügte.  Er wurde am 4. September 1691 in Buda(pest) in der Kirche „della Compagnia Madonna Vergine“ bestattet. Dokumente in Brescia im Archiv Averoldi.Die Kirche wurde im Zweiten Weltkrieg zerstört, der 1692 von seiner Witwe beauftragte marmorne Sarkophag und die Gedenktafel sind nicht mehr vorhanden. Nach seinem Tod wurde eine Inventarliste aufgestellt, darunter zwei Zelte, 1 Pferd, 15 Paar Zugochsen, 11 mittlere Ochsen, 2 Kühe und ein Stier und 2 Kamele.
In kaiserlichen Dokumenten wird er Freyherr genannt, was seiner Stellung als Kommandant entsprach. Jahre vorher schrieb er schon ein Testament, worin er nebst seinem Besitz auch den Verbleib seiner goldenen Kette im Fideikommiss verfügte. Andere ältere Mitteilungen in der Literatur zu seinem Tod sind Vermutungen ohne Beleg, Dokumente sind in Brescia in privatem Besitz.
Die Enkel seines Bruders Faustino ließen in Brescia einen Palazzo Averoldi, den sie durch ihre Mutter erbten, umgestalten und in einem großen Deckenfresko, 1791 geschaffen von Giuseppe Manfredini, den Ruhm ihres Großonkels verherrlichen. (5)